# Cardenchos
Cardenchos är en ort i Mexiko.   Den ligger i kommunen Nombre de Dios och delstaten Durango, i den centrala delen av landet, 700 km nordväst om huvudstaden Mexico City. Cardenchos ligger 1 765 meter över havet och antalet invånare är 117.
Terrängen runt Cardenchos är platt åt nordost, men åt sydväst är den kuperad. Runt Cardenchos är det glesbefolkat, med 16 invånare per kvadratkilometer. Närmaste större samhälle är Nombre de Dios, 6,2 km sydost om Cardenchos. Trakten runt Cardenchos består i huvudsak av gräsmarker.